# Rizky Ridho
Rizky Ridho (właśc. Rizky Ridho Ramadhani; ur. 21 listopada 2001 w Surabaji) – indonezyjski piłkarz, występujący na pozycji obrońcy w indonezyjskim klubie Persija Dżakarta oraz w reprezentacji Indonezji. Uczestnik Pucharu Azji 2023 i Igrzysk Azjatyckich 2018.

## Statystyki

### Klubowe
Na podstawie:
| Klub               | Sezonów | Liga                   | Liga  | Liga   | Puchar krajowy | Puchar krajowy | Kontynentalne | Kontynentalne | Suma  | Suma   |
| Klub               | Sezonów | Liga                   | Mecze | Bramki | Mecze          | Bramki         | Mecze         | Bramki        | Mecze | Bramki |
| ------------------ | ------- | ---------------------- | ----- | ------ | -------------- | -------------- | ------------- | ------------- | ----- | ------ |
| Persebaya Surabaya | 3       | Indonesia Super League | 38    | 3      | 5              | 0              | –             | –             | 43    | 3      |
| Persija Dżakarta   | 1       | Indonesia Super League | 18    | 1      | 0              | 0              | –             | –             | 18    | 1      |
|                    | Łącznie | Łącznie                | 56    | 4      | 5              | 0              | 0             | 0             | 61    | 4      |

### Reprezentacyjne
Na podstawie:
| Gole w reprezentacji | Gole w reprezentacji | Gole w reprezentacji | Gole w reprezentacji | Gole w reprezentacji | Gole w reprezentacji | Gole w reprezentacji | Gole w reprezentacji |
| Lp.                  | Data                 | Miasto               | Przeciwnik           | Wynik                | Gole                 | Inne                 | Rozgrywki            |
| -------------------- | -------------------- | -------------------- | -------------------- | -------------------- | -------------------- | -------------------- | -------------------- |
| 1.                   | 25.03.2023           | Bekasi               | Burundi              | 4:1 (2:1)            | 43'                  |                      | mecz towarzyski      |
| 2.                   | 12.10.2023           | Dżakarta             | Brunei               | 6:0 (2:0)            | 12'                  |                      | Eliminacje MŚ 2026   |
| 3.                   | 17.10.2023           | Bandar Seri Begawan  | Brunei               | 6:0 (3:0)            | 63'                  |                      | Eliminacje MŚ 2026   |

## Sukcesy
Na podstawie:

### Klubowe
- Zwycięzca Igrzysk Azji Południowo-Wschodniej 2023
- III miejsce na Igrzyskach Azji Południowo-Wschodniej 2021